# Синдром Ноя — Лаксової

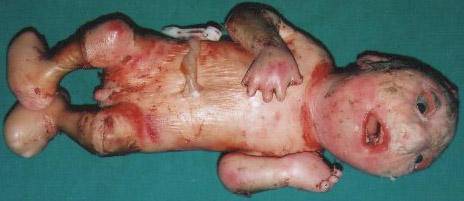
Синдром Ноя — Лаксової

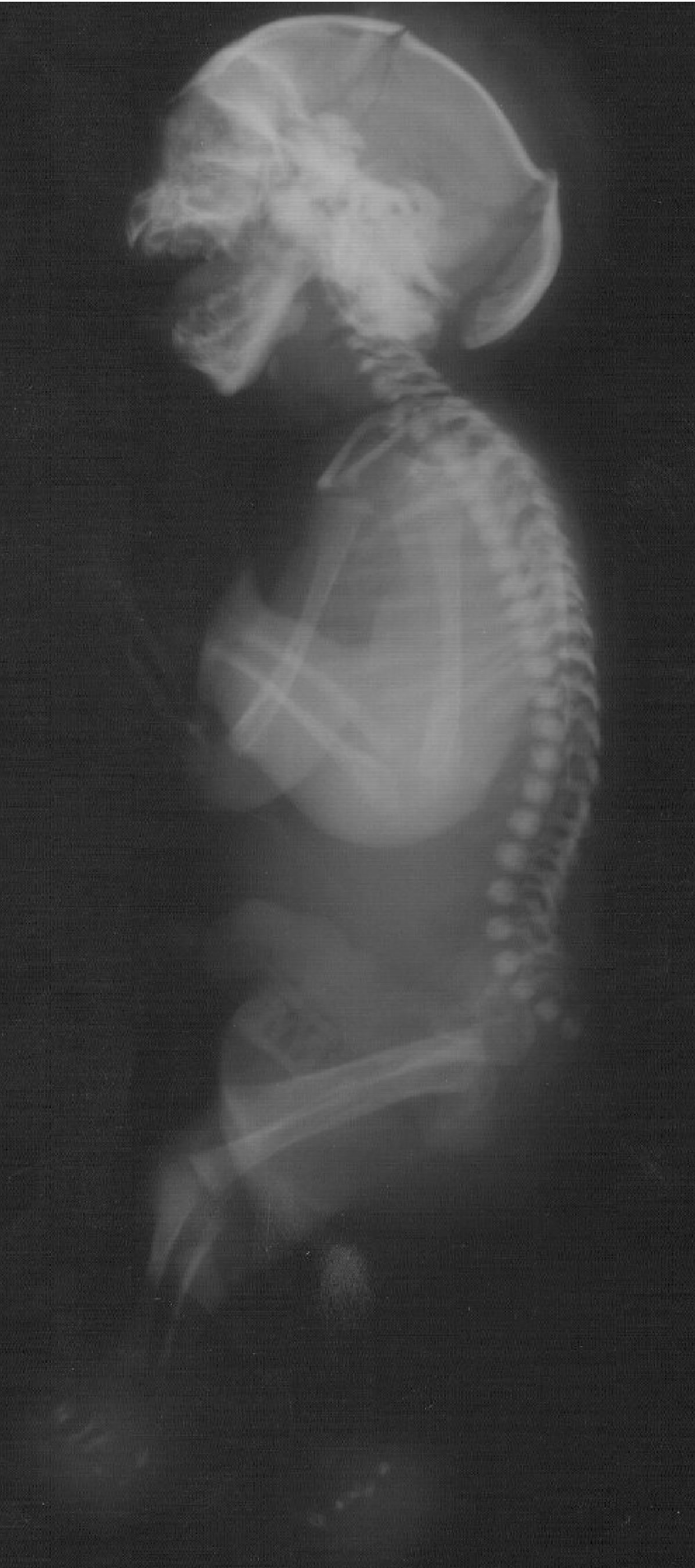
Рентгенівський знімок мертвонародженої дитини з синдромом Ноя — Лаксової (той же випадок, що і на попередньому зображенні-фотографії)

Синдром Ноя — Лаксової (СНЛ, також відомий як синдром Ноя; синдром Ноя–Повисілової; або дефіцит 3-фосфогліцератдегідрогенази, неонатальна форма, англ. Neu — Laxova Syndrome) , це рідкісний аутосомно-рецесивний розлад, що характеризується серйозним внутрішньоутробним обмеженням розвитку та численними вродженими вадами розвитку. Синдром Ноя — Лаксової є дуже важким розладом, який призводить до мертвонародження або смерті незабаром після народження. Вперше його описав доктор Річард Ной у 1971 році і доктор Рената Лаксова в 1972 році як летальний розлад у братів і сестер з кількома вадами розвитку. Синдром Ноя — Лаксової є надзвичайно рідкісним захворюванням, у медичній літературі описано менше 100 випадків.

## Ознаки та симптоми
Синдром Ноя — Лаксової проявляється важкими вадами розвитку, що призводять до внутрішньоутробної або неонатальної смерті. Як правило, СНЛ включає характерні риси обличчя, зниження рухів плода та аномалії шкіри .Плоди або новонароджені з синдромом Ноя — Лаксова мають типові характеристики обличчя, які включають проптоз (вирячені очі) з вадами розвитку повік, вадами розвитку носа, круглим і відкритим ротом, мікрогнатією (маленькою щелепою) і низько посадженими або неправильно сформованими вухами .
Можуть бути присутні додаткові вади розвитку обличчя, такі як вовча губа або вовче піднебіння. Пороки розвитку кінцівок є поширеними і охоплюють пальці (синдактилія), кисті або стопи. Крім того, часто присутні набряк і деформації згинання. Іншими ознаками СНЛ є серйозне внутрішньоутробне обмеження росту, аномалії шкіри (іхтіоз і гіперкератоз) і зниження рухливості.
Пороки центральної нервової системи є частими і можуть включати мікроцефалію, лісенцефалію або мікрогірію, гіпоплазію мозочка та агенезію мозочка мозолистого тіла .Також можуть бути присутні інші вади розвитку, наприклад дефекти нервової трубки .

## Генетика
Синдром Ноя — Лаксової — це гетерогенний метаболічний розлад, спричинена гомозиготною або складною гетерозиготною мутацією в одному з трьох генів : PHGDH, PSAT1 і PSPH , .Ці гени беруть участь у шлях біосинтезу серину і важливі для клітинної проліферації .Раніше вважалося, що мутації у всіх трьох генах є причиною синдромів серинової недостатності. Хоча існує деяке клінічне перекриття між СНЛ і цими нейрометаболічними розладами, фенотип інших розладів, пов'язаних з дефіцитом серину, є м'якшим.

## Діагноз
Діагноз зазвичай базується на клінічних ознаках, наявних при народженні.
УЗД у другому триместрі може виявити аномалії, пов'язані з СНЛ, включаючи багатоводдя, затримку внутрішньоутробного розвитку , мікроцефалію , проптоз і зниження рухливості плода.
[джерело?]

## Лікування
Добавки серину і гліцину продемонстрували попередні переваги у пацієнтів із пов'язаними з цим дефектами біосинтезу серину та легкими формами СНЛ .

## Прогноз
Прогноз поганий; уражені особини або мертвонароджені, або помирають незабаром після народження. Найдовша виживаність, зазначена в літературі, становить 134 дні [джерело?] .Цей синдром передається як аутосомно-рецесивний розлад, і існує ризик рецидиву 25 % під час майбутніх вагітностей.